# 유엔 인간 환경 회의
유엔 인간 환경 회의( - 人間 環境 會議, 영어: United Nations Conference on the Human Environment)는 1972년 스웨덴 스톡홀름에서 개최된 유엔 회의를 말한다.

## 같이 보기
- 지구정상회의
- 미나마타시
- 세계 환경의 날